# Japonizm
Japonizmy – wyrazy, zwroty bądź też konstrukcje składniowe zapożyczone z języka japońskiego, ewentualnie wzorowane na tym języku.
Japonizmy to określenia związane z kulturą japońską. W języku polskim wyrazami zapożyczonymi i niemającymi polskiego odpowiednika są m.in.: aikido, bonsai, dżudo, dżudżitsu, harakiri, ikebana, karaoke, karate, origami, sake, seppuku, siogun, sumo, torii i wiele innych.